# 熊谷宗直
熊谷 宗直（くまがい むねなお、生没年不詳）は室町時代後期の15世紀の武将。安芸武田氏の家臣。父は熊谷堅直。妻は宍戸基家の娘。子に熊谷膳直、直春、直祥。通称は二郎三郎、二郎左衛門、法名茂林。官位は但馬守。
1465年8月の安芸国国府の戦いで安芸武田氏が大内氏を打ち破った際に、熊谷宗直も父とともに参陣して、戦功を挙げている。この戦いで大内方は陶弘正が討死している。